# Oscar Brand
Oscar Brand (geboren am 7. Februar 1920 in Winnipeg, Manitoba, Kanada; gestorben am 30. September 2016) war ein in Kanada geborener US-amerikanischer Folk-Songwriter, Radiomoderator und Autor. In seiner 70 Jahre währenden Karriere komponierte er mindestens 300 Lieder und veröffentlichte fast 100 Alben, darunter kanadische und US-amerikanische patriotische Lieder. Brands Musik reichte von Novelty Songs bis hin zu ernsthaften sozialen Kommentaren und umfasste eine Reihe von Genres.
Brand schrieb auch eine Reihe von Kurzgeschichten. Zudem war er 70 Jahre lang Moderator einer wöchentlichen Folkmusiksendung des Radiosenders WNYC in New York City, die als die am längsten laufende Radiosendung mit nur einem Moderator in der Geschichte des Rundfunks gilt.

## Leben und Karriere
Brand wurde in einer jüdischen Familie in Winnipeg, Manitoba, Kanada, geboren, sein Vater war ein rumänischstämmiger Bauunternehmer, Isidore Brand. Seine Mutter hieß Beatrice. Im Jahr 1927 zog die Familie nach Minneapolis, dann nach Chicago und schließlich nach New York City. Als junger Mann lebte Oscar in Borough Park, Brooklyn, und machte seinen Abschluss an der Erasmus Hall High School und später am Brooklyn College mit einem BS in Psychologie.
In seiner langen Karriere spielte er an der Seite von Legenden der Folkmusik wie Lead Belly, Woody Guthrie, Josh White, Jean Ritchie, den Weavers und Pete Seeger. Er schrieb verschiedene Bücher über das Volkslied und Volksliedsammlungen, darunter The Ballad Mongers: Rise of the American Folk Song, Songs Of ’76: A Folksinger’s History Of The Revolution und Bawdy Songs & Backroom Ballads, letzteres in vier Bänden.
Brand war bekannt dafür, eingängige und themenbezogene Folksongs zu komponieren, darunter das gleichnamige Thema seiner zunächst bei CTV und dann bei CBC ausgestrahlten Fernsehsendung Let’s Sing Out und das kanadische patriotische Lied Something to Sing About (eigentlicher Titel: This Land of Ours), das eines der kanadischen Nationallieder ist. In dieser Zeit trat er auch häufig auf dem Mariposa Folk Festival auf, unter anderem 1962, 1968, 1969 und 1987 sowie zum 50. Jahrestag im Jahr 2010. Er arbeitete an einer Reihe von Musicals mit, vor allem an The Education of H*Y*M*A*N K*A*P*L*A*N (eine Musicalversion von Leo Rostens Geschichten über den fiktiven jüdischen Charakter Hyman Kaplan), How to Steal an Election und A Joyful Noise.
Er moderierte die Radiosendung Oscar Brand’s Folksong Festival samstags um 22.00 Uhr auf WNYC-AM 820 in New York City, die bis ins siebzigste Jahr lief. Die Sendung lief mehr oder weniger ununterbrochen seit ihrer Premiere am 10. Dezember 1945 und ist damit laut Guinness-Buch der Rekorde die am längsten laufende Radiosendung mit demselben Moderator. Während ihrer Laufzeit stellte sie der Welt Talente wie Bob Dylan, Joan Baez, Woody Guthrie, Arlo Guthrie, Huddie Ledbetter, Joni Mitchell, Peter, Paul & Mary, Judy Collins, das Kingston Trio, Pete Seeger und die Weavers vor. Um sicherzustellen, dass sein Radioprogramm nicht zensiert werden konnte, weigerte er sich die nächsten 70 Jahre lang, von WNYC bezahlt zu werden.
Er schrieb den Text für den Song A Guy is a Guy (1952), der ein Hit für Doris Day wurde. Er schrieb auch den englischen Text für den Song Shlub-a-Dubba-Dub (1961), der ein kleiner Hit für Mitch Miller wurde.
Er schrieb Geschichten und Lieder für das Label „Young People’s Records“, darunter Noah’s Ark.
Viele Jahre lang war er mit der Folksängerin Jean Ritchie befreundet. Sie nahmen mehrere Duette zusammen auf, darunter das britische Lied Keys to Canterbury.
Obwohl Brand sich gegen den Stalinismus aussprach und nie Mitglied einer kommunistischen Partei war, bezeichnete das Komitee für unamerikanische Umtriebe (HUAC) seine Show als „Pipeline des Kommunismus“, weil er an das Recht von Künstlern auf der Schwarzen Liste glaubte, eine Plattform zu haben, um die Öffentlichkeit zu erreichen. Dementsprechend wurde Brand im Juni 1950 in der ersten Ausgabe von Red Channels zusammen mit Paul Robeson, Josh White und Pete Seeger als Sympathisant der Kommunisten bezeichnet.
Brand war zwar kein so bekannter oder radikaler Aktivist wie einige seiner Zeitgenossen, aber er war ein langjähriger Unterstützer der Bürgerrechte. Nachdem Brand jedoch vom HUAC kontaktiert wurde, „brach er mit der linken Volksmusikwelt. Er traf sich daraufhin privat mit einem Vertreter des HUAC.“
Er erzählte, wie er Lebensmittel für Lead Belly kaufte, als die beiden zusammen in segregierten Gebieten reisten, und wie er 1965 an den Märschen von Selma nach Montgomery teilnahm.
Brand war einer der ersten Organisatoren des Newport Folk Festival, das 1959 ins Leben gerufen wurde.
In den frühen 1960er Jahren brachte Brand mit seiner CTV- und später CBC-Fernsehsendung Let’s Sing Out seine weitreichenden Verbindungen in der weltweiten Folkmusik-Gemeinschaft in sein Heimatland Kanada zurück. Die Sendung wurde an Universitäten in ganz Kanada ausgestrahlt und belebte die Karrieren längst vergessener Pioniere der Folk-Musik-Bewegung wie Malvina Reynolds, The Womenfolk, The Weavers und anderer und stellte damals unbekannte kanadische Sänger wie Joni Mitchell und Gordon Lightfoot vor. Seine Musik für die Off-Broadway-Show How to Steal An Election von 1968 warf die gängige Meinung auf, dass Charisma einem Kandidaten zum Sieg verhelfen würde. Zu den Songs gehörten Charisma (gesungen von Calvin Coolidge) und Down Among the Grassroots. Das Cover des Albums war mit Wahlkampfbuttons geschmückt, darunter auch die Nixon-Kampagne von 1968.
Brand war in den 1960er Jahren auch Vorstandsmitglied des Children’s Television Workshop und an der Entwicklung der Sesamstraße beteiligt. Aufgrund einiger leichter Meinungsverschiedenheiten zwischen Brand und den Vorstandsmitgliedern über den geeigneten Schauplatz für die Show wurde die Figur Oscar der Muffel angeblich aus Jux und Tollerei nach ihm benannt, obwohl es unterschiedliche Geschichten über den Ursprung der Figur gibt.
Brand komponierte das Originalthema und lieferte die musikalische Leitung für den halbstündigen Dokumentarfilm der Smithsonian Institution von 1976, Celebrating a Century: The 1876 Philadelphia Centennial Exhibition.
Im Mai 1976 trat Brand im Felt Forum des Madison Square Garden bei der Gedenkfeier für Phil Ochs auf und sang Ochs’ Love Me, I’m a Liberal mit aktualisiertem Text.
Brand erhielt 1982 den Peabody Award für herausragende Sendeleistungen für seine Sendung The Sunday Show im National Public Radio und wurde 1995 mit dem Personal Peabody Award ausgezeichnet (gemeinsam mit Oprah Winfrey).
Brand hat eine Reihe von Kurzgeschichten verfasst, darunter:
- Das Gold des Geizhalses, über zwei junge Brüder, die sich gegenseitig herausfordern, die Nacht in einem vermeintlichen Spukhaus zu verbringen – nur um festzustellen, dass „vermeintlich“ nicht zutrifft. Die Jungen treffen auf den Geist eines reichen, aber einsamen Mannes, der sich über ihre Anwesenheit sehr amüsiert und sie zu Erben seines beträchtlichen Vermögens ernennt.
- The Hitchhiker, über einen jungen Mann, der auf dem Heimweg von einer Party eine schöne junge Frau mitnimmt, die sich als viel mehr erweist, als sie zu sein scheint.

Dramatische Lesungen dieser Geschichten wurden als ausschneidbare Pappschallplatten auf der Rückseite von Honeycomb-Müslischachteln veröffentlicht.
Am 18. Januar 2010 feierte WoodSongs Old-Time Radio Hour den bevorstehenden 90. Geburtstag von Brand und den 65. Jahrestag seiner Radiokarriere vor einem Publikum aus Lexington, Kentucky, wo Moderator Michael Johnathan und Gast Josh White, Jr. mit Brand auftraten und mit ihm über sein Leben sprachen. Am 7. Februar 2010 feierte die Sunday Edition von CBC Radio das Leben von Brand anlässlich seines 90. Geburtstags.
Brand starb am 30. September 2016 im Alter von 96 Jahren an einer Lungenentzündung.